# Lixophaga
Lixophaga là một chi ruồi trong họ Tachinidae.

## Các loài
- Lixophaga aberrans (Townsend, 1929)[21]
- Lixophaga alberta (Curran, 1925)[19][22]
- Lixophaga albidula (Wulp, 1890)
- Lixophaga angusta (Townsend, 1927)[11]
- Lixophaga aristalis (Townsend, 1927)[11]
- Lixophaga aurata (Blanchard, 1937)[23]
- Lixophaga aurea (Thompson, 1968)
- Lixophaga beardsleyi Hardy, 1981
- Lixophaga brasiliana (Townsend, 1927)[11]
- Lixophaga caledonia (Curran, 1929)[24]
- Lixophaga charapensis (Townsend, 1927)[11]
- Lixophaga cincta (Walker, 1853)
- Lixophaga cinctella (Mesnil, 1957)
- Lixophaga cinerea Yang, 1988
- Lixophaga claripalpis (Thompson, 1968)
- Lixophaga clausa (Townsend, 1927)[11]
- Lixophaga croesus (Townsend, 1928)
- Lixophaga diatraeae (Townsend, 1916)[19]
- Lixophaga discalis (Coquillett, 1902)[19]
- Lixophaga dubiosa (Thompson, 1968)
- Lixophaga dyscerae Shi, 1991[25]
- Lixophaga facialis (Townsend, 1931)
- Lixophaga fallax Mesnil, 1963
- Lixophaga famelica (Wiedemann, 1830)
- Lixophaga fasciata Curran, 1930[13][19]
- Lixophaga fitzgeraldi (Curran, 1937)[16]
- Lixophaga flavescens (Wulp, 1890)
- Lixophaga fulvescens (Townsend, 1927)[11]
- Lixophaga fumipennis (Townsend, 1927)[11]
- Lixophaga galbae (Thompson, 1968)
- Lixophaga grisea (Curran, 1926)[19][26]
- Lixophaga impatiens (Curran, 1925)[22]
- Lixophaga jennei Aldrich, 1926[19][27]
- Lixophaga latigena Shima, 1979
- Lixophaga leucophaea (Wulp, 1890)
- Lixophaga limoniina (Richter, 1995)
- Lixophaga mediocris Aldrich, 1925[19]
- Lixophaga neglecta (Wulp, 1890)
- Lixophaga nigrocincta (Wulp, 1890)
- Lixophaga nubilosa (Wulp, 1890)
- Lixophaga obscura (Thompson, 1968)
- Lixophaga opaca (Wulp, 1890)[19]
- Lixophaga opsiangusta Nihei & Dios, 2016[28] (new name for Lixophaga angusta (Townsend, 1927) (Cataphorinia))
- Lixophaga orbitalis Aldrich, 1926[19][27]
- Lixophaga pacata (Wulp, 1890)
- Lixophaga parva Townsend, 1908[19]
- Lixophaga plumbea Aldrich, 1925[19]
- Lixophaga plumosula (Townsend, 1927)[11]
- Lixophaga pollinosa (Thompson, 1968)
- Lixophaga proletaria (Townsend, 1927)[11]
- Lixophaga punctata (Townsend, 1927)[11]
- Lixophaga puscolulo Carrejo & Woodley, 2013[29]
- Lixophaga remissa (Wulp, 1890)
- Lixophaga remora Reinhard, 1953
- Lixophaga retiniae (Coquillett, 1897)[19]
- Lixophaga santacruzi (Thompson, 1968)
- Lixophaga scintilla Reinhard, 1953
- Lixophaga similis (Wulp, 1890)
- Lixophaga similis (Thompson, 1968)
- Lixophaga simplex (Walker, 1858)
- Lixophaga solitaria (Curran, 1926)[26]
- Lixophaga sphenophori (Villeneuve, 1911)
- Lixophaga stenomae Curran, 1935[30]
- Lixophaga subtilis (Wulp, 1890)
- Lixophaga tenuis (Blanchard, 1959)[23]
- Lixophaga thompsoniana Nihei & Dios, 2016[28] (new name for Lixophaga fumipennis (Thompson, 1968))
- Lixophaga thoracica (Curran, 1930)[13][19]
- Lixophaga townsendi Guimarães, 1971
- Lixophaga townsendiana Nihei & Dios, 2016[28] (new name for Lixophaga fumipennis (Townsend, 1928))
- Lixophaga trichosoma (Wulp, 1890)
- Lixophaga triconis (Reinhard, 1955)[19]
- Lixophaga umbrina (Wulp, 1890)
- Lixophaga umbripennis (Wulp, 1890)
- Lixophaga unicolor (Smith, 1917)[19]
- Lixophaga usta (Giglio-Tos, 1893)
- Lixophaga variabilis (Coquillett, 1895)[19]
- Lixophaga villeneuvei (Baranov, 1934)